# Płaszcz koronacyjny Augusta III

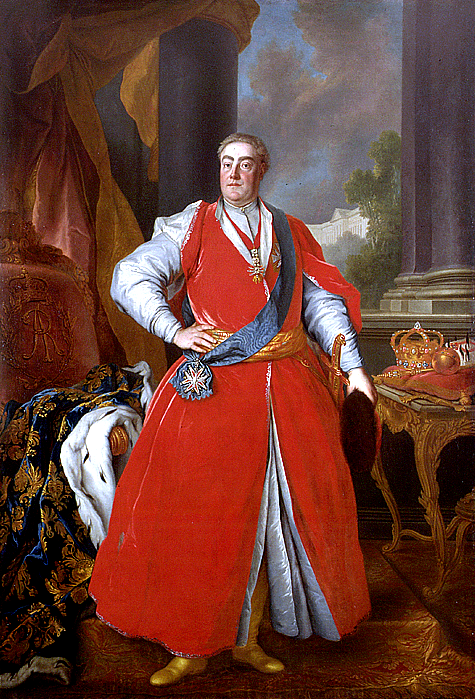
Portret króla Augusta III w stroju polskim. Płaszcz koronacyjny przewieszony jest przez tron

Płaszcz koronacyjny Augusta III – płaszcz koronacyjny elektora Saksonii Augusta III Sasa o wysokości 320 i szerokości 250 centymetrów użyty przez niego do koronacji na króla Polski i wielkiego księcia litewskiego 17 stycznia 1734 roku w katedrze na Wawelu w Krakowie. 

## Opis
Płaszcz z ciemnoniebieskiego aksamitu, haftowany w motywy dużych rozbudowanych palmet nicią oplataną srebrną i złotą oraz złotą lamelką, podszyty jest na obrzeżach gronostajowym futrem. Płaszcz jest u góry wąski, dopasowany do linii ramion, na które opada szeroki, półkoliście krojony, obszyty gronostajami kołnierz. Od linii ramion płaszcz rozszerza się, na dole zakończony jest półkoliście. Motywy haftu (bliskie deseniom tkanin jedwabnych z tego okresu, o tzw. koronkowych wzorach) są symetrycznie umieszczone na całej powierzchni płaszcza. Palmety o symetrycznej kompozycji otaczają mniejsze kwiatowe gałązki o fantazyjnych kwiatach i wygiętych mocno łodyżkach.

## Galeria

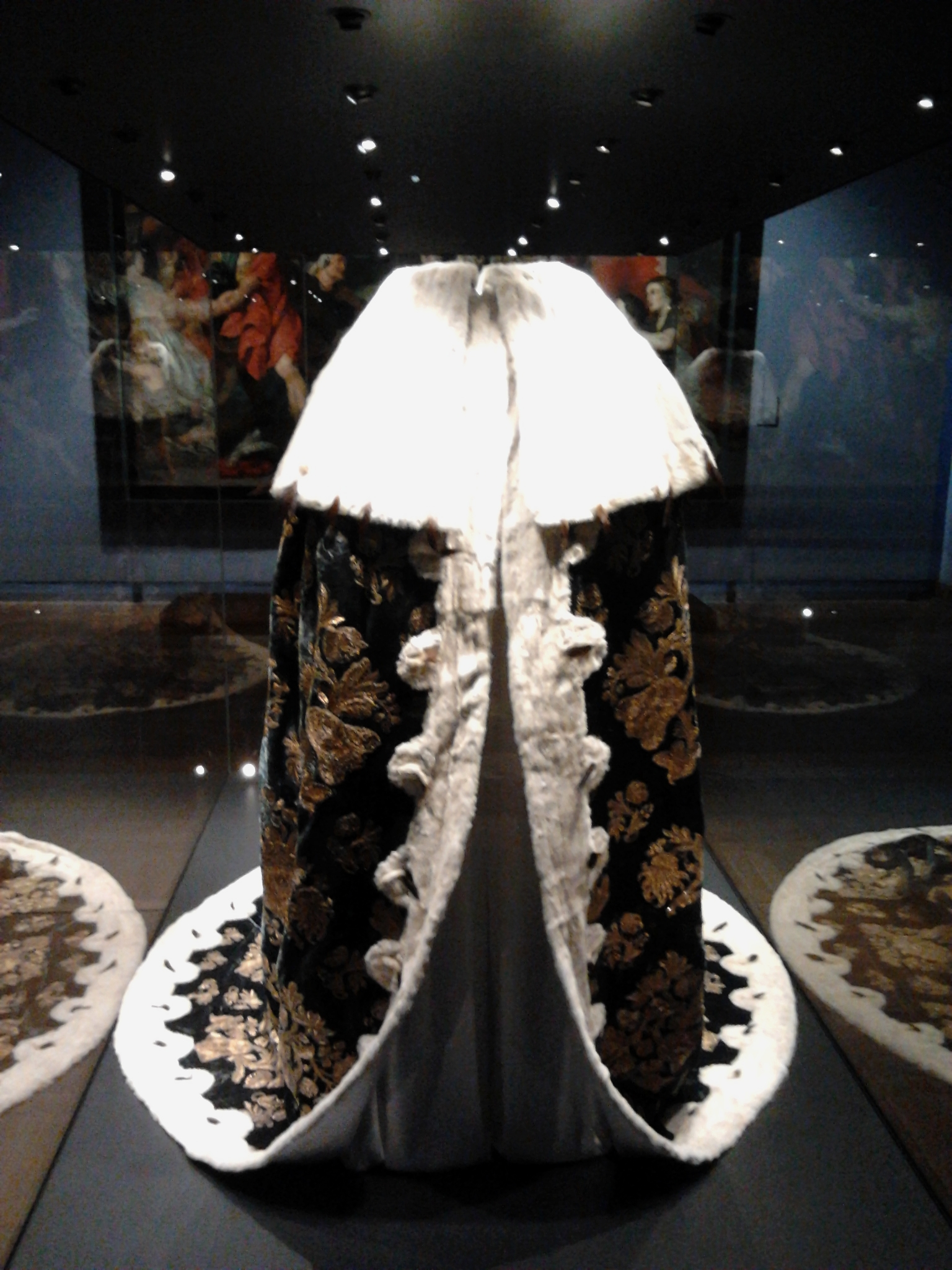
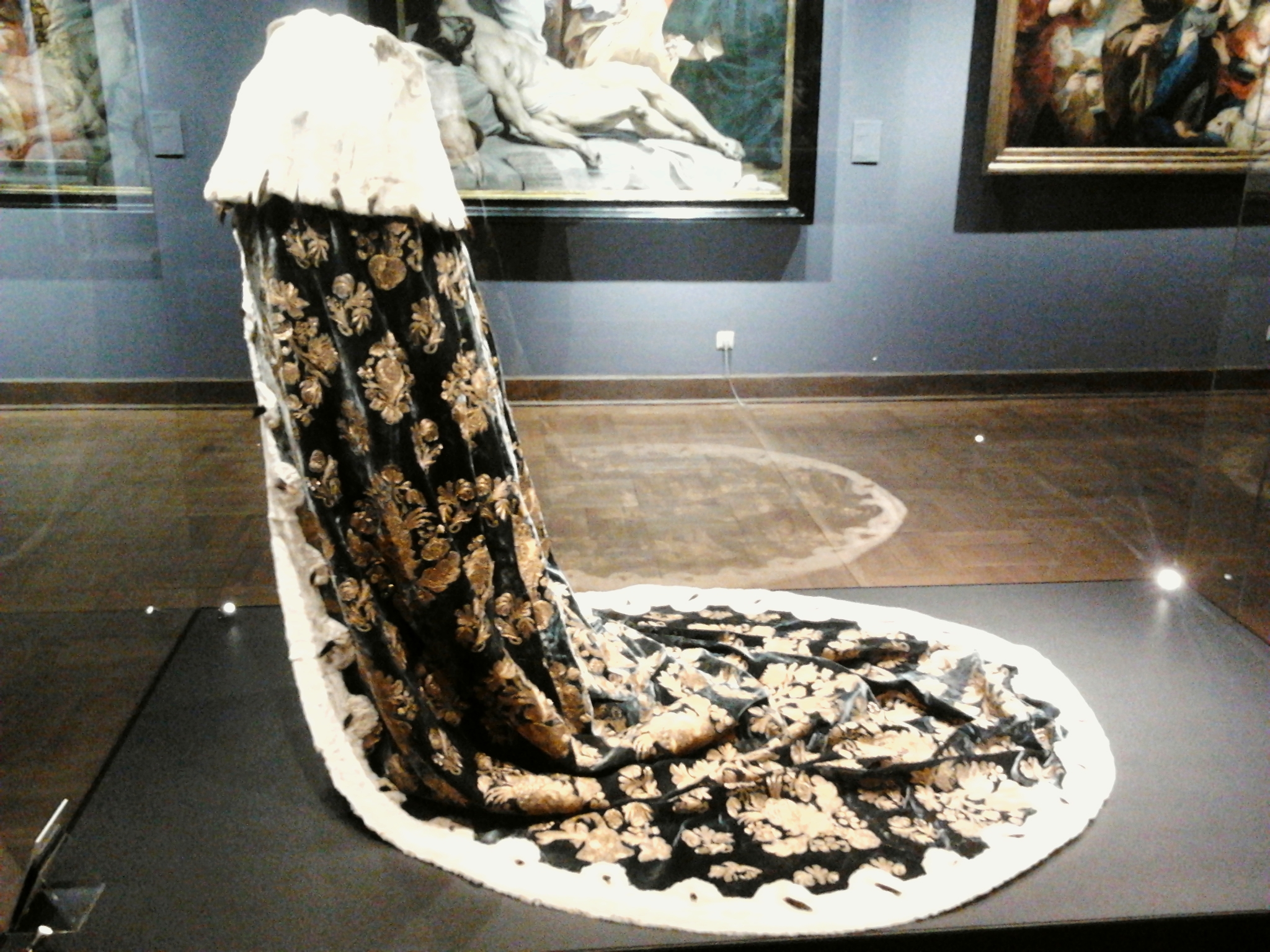
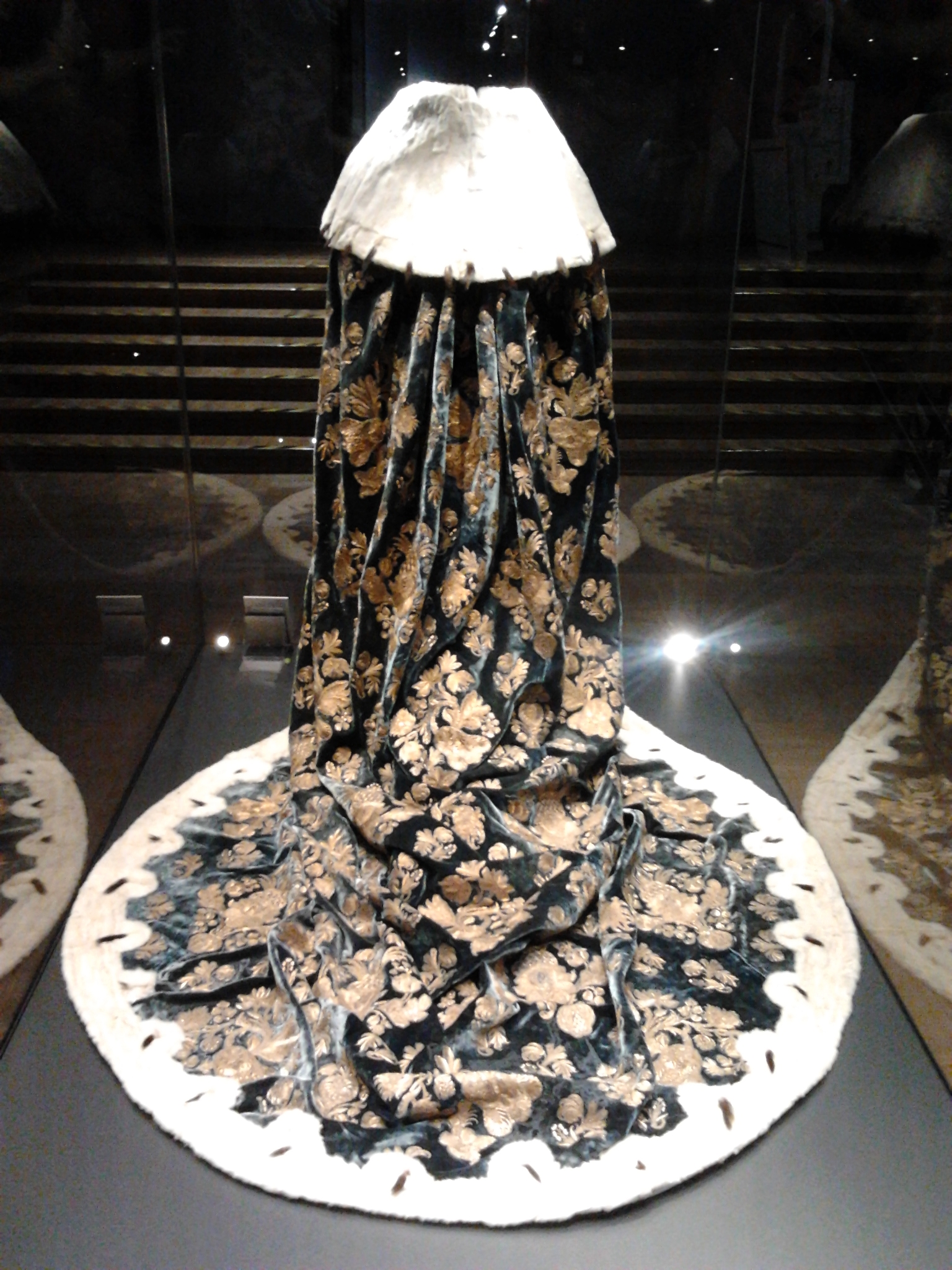